# Краснодарсельмаш
ОАО «Краснодарсельмаш» — бывшее советское и российское специализированное предприятие по выпуску роликовых цепей, зерноуборочных, свеклоуборочных и рисоуборочных комбайнов марки «Кубань», транспортёров, зернопогрузчиков и прочей сельскохозяйственной техники. Полное наименование — Открытое акционерное общество «Краснодарсельмаш». Располагалось в Карасунском округе Краснодара по адресу: ул. Сормовская, дом 3.
Основные заводские корпуса «Краснодарсельмаша» по ул. Сормовской были полностью снесены, на их месте с 2022 года ведётся строительство ЖК «Патрики».
Производство сохраняется только на старой заводской площадке (ул. Железнодорожная, д. 11), где в старых цехах «Краснодарсельмаш» производством занимается ООО «АГМАС», специализирующееся на производстве запчастей для комбайнов и другой сельхозтехники.

## История
Незадолго до Октябрьской революции, 13 июня 1917 года, Буковский Пётр Викентьевич приобрёл у екатеринодарского промышленника Варт-Баронова фабрику весов и гирь «Славянин», располагавшуюся в городе Екатеринодаре по улице Карасунский канал, 50 (ныне ул. Суворова, 62). На фабрике выпускались различные типы весов, соломорезки, кухонная утварь, насосы, тиски и гири.

### Советский период
Постановлением президиума Кубано-Черноморского областного Совета Народного хозяйства от 4 июня 1920 года на основании декрета ВСНХ от 28 июня 1918 года предприятия Буковского были объявлены национализированными. Фабрика «Славянин» вместе с остальными предприятиями Буковского была подчинена Кубано-Черноморскому областному правлению металлопромышленности (КубЧерметаллпрому).
В период НЭПа на Кубани стали появляться сельскохозяйственные кредитные союзы, которые нуждались в тракторах и и прочих сельхозмашинах. 25 октября 1927 года на месте фабрики «Славянин» были организованы мастерские «Кубсельпродсоюза», в которых производился, в основном, мелкий и средний ремонт тракторов и сельскохозяйственных машин. Помимо ремонта в мастерских изготавливались бензобаки, поплавки и фары для тракторов «Фордзон-Путиловец», а также скобяные изделия. Численность работников мастерских не превышала 150 человек. Мастерские имели 3 старых токарных, 1 строгальный и 2 сверлильных станка.

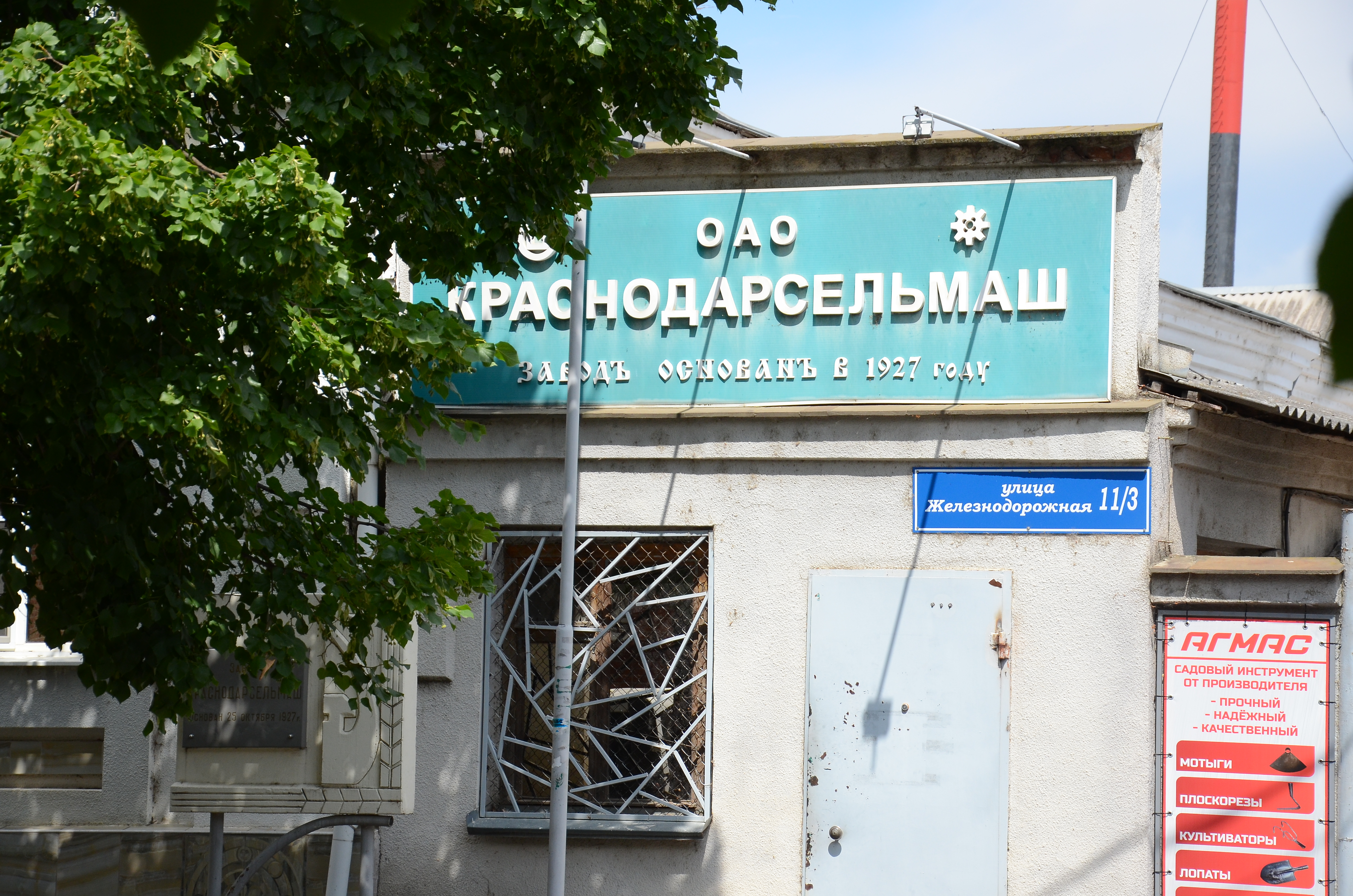
Старая проходная «Краснодарсельмаш» на ул. Железнодорожной

В дальнейшем мастерские должны были освоить капитальный ремонт тракторов и автомобилей, поэтому в 1930 году были организованы 1-е краевые курсы по подготовке инструкторов и механиков.
В 1933 году на базе тракторных мастерских был создан ремонтно-механический завод. Функции предприятия расширились: оно производило средний и капитальный ремонт тракторов, автомобилей и токарных станков. Была значительно увеличена производственная программа и расширена номенклатура изделий и ремонтных единиц. Помимо своей основной деятельности завод оказывал большую помощь заводу им. Седина, мехмастерским, комбинату «Главмаргарин» и заводу «Краснолит».
В 1934—19З6 годах завод выпускал из ремонта в сутки до 12 тракторных моторов. Позже на заводе освоили производство различных запчастей для тракторов СТЗ и ЧТЗ.
С началом Великой Отечественной войны в 1941 году ремзавод наряду с основной продукцией стал изготавливать для нужд фронта ручные гранаты, ротные миномёты, запасные части к танкам и бронемашинам. Заводу был присвоен номер 546. 4 августа 1942 года, ввиду приближения фронта к Краснодару, основные цеха — литейный, механический и авторемонтный были взорваны.
После освобождения г. Краснодара от фашистов в 1943 году на заводе начались восстановительные работы. Завод получил новое наименование «Ремзавод КрайЗО» из-за его переподчинения Краевому земельному отделу. Несмотря на крайне тяжёлые условия труда рабочих, отсутствие электроэнергии и должного технического оснащения, на ремзаводе за короткий срок удалось восстановить производство.
В 1946—1947 годах были построены здания литейного цеха, кузницы и материального склада. Расширено здание механического цеха и построено здание будущей котельной. По мере ввода в строй производственных площадей, увеличивалось и производство. Производились автопогрузчики на базе ГАЗ-АА и ГАЗ-51, воздушные компрессоры ВК-36, газовые плиты, прессы усилием 25 тонн, 100 тонн, и другое оборудование.
В начале 1950-х годов на ремзаводе началась модернизация производства. К 1953 году был построен новый производственный корпус на углу ул. Гоголя и Железнодорожной, где разместились инструментальный и сборочные цеха, силовая подстанция, компрессорная и т.д. Также был полностью перестроен литейный цех.
Был освоен выпуск воздушных компрессоров, ресиверов, поперечно-строгальных станков, тракторной сцепки, кривошипных прессов усилием 25, 40, 63 и 100 тонн, измельчителей грубых кормов, автопогрузчиков и других изделий сельскохозяйственного назначения.
В 1955 году Краснодарский ремонтный завод переименован в «Сельхозмашцепь» и отдан в подчинение Министерству тракторного и сельскохозяйственного машиностроения СССР. 
В 1956 году завод был переведён на изготовления крючковых цепей для сельхозмашин. Освоение выпуска крючковых цепей на автоматических линиях — переломный момент на пути автоматизации производства и изменения профиля завода с ремонтного на машиностроительный.
В 1960 году на заводе начался выпуск роликовых приводных и транспортёрных цепей для зерно- и свёклоуборочных комбайнов. Со временем производство роликовых цепей стало основной продукцией завода 
Постановлением Минсельхозмаша СССР от 21 января 1961 года № 14 был образован Краснодарский завод «Тракторосельхоззапчасть». Он образовался за счёт слияния завода «Сельхозмашцепь» с Краснодарским заводом шестерен.
В сентябре 1969 года Краснодарский завод «Тракторосельхоззапчасть» был переименован в завод «Краснодарсельмаш».  
В 1960-х годов «Тракторосельхоззапчасть» был подвергнут масштабной реконструкции. Однако расширение производственных мощностей на существующей территории в центре города оказалось невозможным. Поэтому в 1964 году на восточной окраине Краснодара (ул. Сормовская, д. 3) началось строительство новых современных корпусов. 29 января 1971 года была введена в строй новая очередь завода «Краснодарсельмаш» из четырёх цехов.
К концу 1970-х годов по ул. Сормовской было завершено строительство всего промышленного комплекса, рассчитанного на выпуск 22500 км роликовых цепей в год. За это время «Краснодарсельмаш» существенно увеличил объёмы выпуска роликовых цепей, корпусов подшипников скольжения, зубчатых колёс, передач и элементов приводов.
Потребителями продукции «Краснодарсельмаш» являлись крупнейшие предприятия советского сельхозмашиностроения: «Ростсельмаш», «Воронежсельмаш», Таганрогский, Тульский, Днепропетровский комбайновые заводы и другие. Также продукция «Краснодарсельмаш» поставлялась предприятиям «Сельхозтехники».
Производимая продукция экспортировалась в более 30 стран мира, в том числе во все страны Варшавского договора, а также в капиталистические страны: Францию, Финляндию, Канаду, Индонезию и др.
Приказом министра тракторного и сельскохозяйственного машиностроения СССР от 13 августа 1984 года было создано производственное объединение «Завод Краснодарсельмаш». Завод «Краснодарсельмаш» стал головным предприятием объединения. Помимо самого «Краснодарсельмаш» в состав объединения также вошли:
- Краснодарский завод рисоуборочных комбайнов;
- Краснодарское специализированное конструкторско-технологическое бюро по рисоуборочной и селекционной технике;
- Краснодарское отраслевое конструкторско-технологическое бюро по цепным передачам сельхозмашин.[7]

В том же году за высокие производственные показатели в труде ПО «Завод «Краснодарсельмаш» присвоено имя 60-летия СССР.
За 1985 год объединение изготовило 380 рисоуборочных комбайнов, а также около 18 тыс. км. роликовых цепей. Уже к 1988 году «Краснодарсельмаш» изготовил 19,4 тыс. км. роликовых цепей.
В 1989 году заводом рисоуборочных комбайнов было освоено серийное производство рисоуборочных комбайнов СКР-7 «Кубань».

### Российский период
В связи с распадом СССР и фактическим развалом коллективных хозяйств продукция предприятий сельхозмашиностроения, которые являлись одним из основных источников сбыта для «Краснодарсельмаш», оказалась невостребованной, так как у вновь созданных фермерских хозяйств была низкая покупательная способность. С 1991 года «Краснодарсельмаш» продолжал свою деятельность за счёт поставок запасных частей для ремонта техники.
30 декабря 1993 года ПО «Завод «Краснодарсельмаш» им. 60-летия СССР было приватизировано и преобразовано в Акционерное общество открытого типа (АООТ) «Краснодарсельмаш». 
Работа такого большого предприятия в условиях новой рыночной экономики и постоянных финансовых кризисов оказалась крайне нестабильной. В течение 1990-х годов на «Краснодарсельмаш» постоянно сокращались объёмы выпускаемой продукции. Так, если за 1995 год на «Краснодарсельмаш» произвёл 718 км роликовых цепей, то в кризисном 1998 году лишь 262 км. Постоянное сокращение выпуска роликовых цепей приводило к простою оборудования и сокращению персонала.
Тем не менее, заложенная в советское время культура производства, качество выпускаемой продукции и развитая конструкторская деятельность позволили «Краснодарсельмашу» выстроить промышленную кооперацию с другими компаниями в России и СНГ.
В 1999—2000 годах «Краснодарсельмаш» постепенно начал выходить из кризисного состояния, увеличивая объёмы выпуска роликовых цепей и транспортёров. Однако в начале 2000-х годов на российском рынке стали появляться крупные зарубежные компании (такие как CLAAS, John Deere и т.д.), которые начали локализацию сборки зарубежной сельхозтехники в России. Это привело к нарастанию конкуренции между российскими и зарубежными компаниями.
Несмотря на общие заявления о планах модернизации производства, руководство «Краснодарсельмаш» не было заинтересовано в единовременных инвестициях в техническое перевооружение завода и выпуске современных видов продукции. Предприятие продолжало выпускать устаревшую продукцию на морально устаревшем и изношенном оборудовании. Результатом бездействия руководства стали повторное снижение производства, сокращение персонала и предбанкротное состояние предприятия. 
В 2006 году завод осуществлял минимальную производственную деятельность. В таком состоянии «Краснодарсельмаш» просуществовал до 2008 года, когда производство на заводе было признано нерентабельным и полностью ликвидировано, а здание заводоуправления на ул. Сормовской стало сдаваться в аренду.

## После закрытия
Территория завода на ул. Сормовской была несколько раз перепродана, пока в итоге не была приобретена ГК «Точно» для возведения жилого комплекса с социальными объектами. В период с 2017 по 2018 год происходил снос корпусов завода «Краснодарсельмаш». На месте бывшего завода с 2024 года возводится жилой комплекс «Патрики» с несколькими литерами. Комплекс займет территорию 20,34 га и будет состоять из пяти кварталов, при этом две трубы котельной, здание заводоуправления и заводской сквер вдоль ул. Сормовской были сохранены.
В 2023 году на территории старых цехов «Краснодарсельмаш» (ул. Железнодорожная, д. 11) образуется новое юридическое лицо — ООО «АГМАС», которое в настоящий момент специализируется на выпуске изделий сельхозназначения и различных отраслей промышленности (металлоконструкций, инструмента и т.д.).

## Награды
Российские
«Знак качества XXI века» (Москва) и знак «Золотой стандарт».
Зарубежные
- «За технологию и качество – 97» (Франкфурт-на Майне)
- Золотой приз Америки «За качество – 98» (Нью-Йорк)
- «Интерприз – 2000» (Сидней)[7]